# ツール・ド・フランス1970
| 第57回 ツール・ド・フランス 1970 | 第57回 ツール・ド・フランス 1970      |
| -------------------------------- | ------------------------------------- |
| 全行程                           | 23区間, 4254 km                       |
| 総合優勝                         | エディ・メルクス 119時間31分49秒      |
| 2位                              | ヨープ・ズートメルク +12分41秒        |
| 3位                              | イェスタ・ペーテルソン +15分54秒      |
| 4位                              | マルタン・バンデンボッシェ +18分53秒  |
| 5位                              | マリウス・ワクトマン +19分54秒        |
| ポイント賞                       | ウォルター・ホデフロート 212ポイント  |
| 2位                              | エディ・メルクス 207ポイント          |
| 3位                              | マリノ・バッソ 161ポイント            |
| 山岳賞                           | エディ・メルクス 128ポイント          |
| 2位                              | アンドレ・ジャンダリア 94ポイント     |
| 3位                              | マルタン・バンデンボッシュ 85ポイント |

ツール・ド・フランス1970はツール・ド・フランスとしては57回目の大会。1970年6月27日から7月20日まで全23ステージで行われた。

## みどころ
2度目のジロ・デ・イタリアを制し、史上3人目のダブルツール制覇が期待されたエディ・メルクス。
しかしながら、これといった対抗馬は見当たらず、メルクスの連覇は濃厚と見られた。

## 今大会の概要
プロローグを制したメルクス。その後一旦マイヨ・ジョーヌの座からは離れたが、第6ステージで早くも奪い返した。
そして第7ステージの個人タイムトライアルでは他を引き離し、アルプスステージ前には総合2位のゴーデフロートに1分57秒の差をつけていた。そしてアルプス超えの第10ステージを制したメルクスは、この時点で総合2位に浮上したヨープ・ズートメルクに2分51秒の差をつける。
圧巻だったのは第12ステージ。メルクスはポルテ峠で先頭に立つとそのままズートメルク以下を圧倒。この時点でズートメルクに6分1秒の差をつける。
そして3年前、トム・シンプソンが呼吸困難に陥って死亡した地点であるモン・ヴァントゥがゴールとなった第14ステージを、メルクスはこれまた驚異的な走りで制し、ズートメルクはここでもメルクスに2分47秒の差をつけられ、総合タイム差ではついに9分26秒差にまで広げられた。
その後もメルクスは他を圧倒する走りで寄せ付けず。ツール・ド・フランス2連覇。そしてダブルツールも達成した。

## エピソード
第14ステージ終了後、メルクスは酸素吸入器を使用するほどの呼吸困難に陥った。

## 総合成績
| 順位 | 選手名                     | 国籍         | 時間         |
| ---- | -------------------------- | ------------ | ------------ |
| 1    | エディ・メルクス           | ベルギー     | 119h 31' 49" |
| 2    | ヨープ・ズートメルク       | オランダ     | 12' 41"      |
| 3    | イェスタ・ペーテルソン     | スウェーデン | 15' 54"      |
| 4    | マルタン・バンデンボッシェ | ベルギー     | 18' 53"      |
| 5    | マリウス・ワクトマン       | オランダ     | 19' 54"      |
| 6    | ルシアン・バンインプ       | ベルギー     | 20' 34"      |
| 7    | レイモン・プリドール       | フランス     | 20' 35"      |
| 8    | アントゥーン・ホウブレヒツ | ベルギー     | 21' 34"      |
| 9    | フランシスコ・ガルドス     | スペイン     | 21' 45"      |
| 10   | ジョルジュ・パンタン       | ベルギー     | 23' 23"      |

### マイヨ・ジョーヌ保持者
| 選手名               | 国籍     | 首位区間                 |
| -------------------- | -------- | ------------------------ |
| エディ・メルクス     | ベルギー | プロローグ-第1、第6-最終 |
| イターロ・ツィリオリ | イタリア | 第2-第5(b)               |